# 도화로
도화로(Dohwa-ro) 고흥군 포두면 세동삼거리에서 포두면를 잇는 도로이다.

## 주요 경유지
전라남도
- 고흥군 (포두면)

## 노선
| 이름           | 접속 노선              | 소재지 | 소재지 | 비고 |
| -------------- | ---------------------- | ------ | ------ | ---- |
| 세동삼거리     | 국도 제15호선 (우주로) | 고흥군 | 포두면 |      |
| 독정입구삼거리 | 중심길                 | 고흥군 | 포두면 |      |
| 당오교         |                        | 고흥군 | 포두면 |      |
| (이름없음)     | 국도 제77호선 (천마로) | 고흥군 | 포두면 |      |

## 주요 건물 및 시설
- 도화119지역대 (도화로 500/봉룡리 1490-3)
- 도화보건지소 (도화로 502/봉룡리 1490-2)